# Abroscopus albogularis
El mosquitero carirrufo (Abroscopus albogularis) es una especie de ave paseriforme de la familia Cettiidae propia del sureste de Asia.

## Distribución y hábitat
Se extiende desde el Himalaya oriental hasta China por el este, y el norte de Indochina por el sur; distribuido por el noreste de la India, Bangladés, Bután, Nepal, Birmania, China, Laos, Taiwán, Tailandia y Vietnam. Su hábitat natural son los bosques húmedos subtropicales, y los tropicales su zona de distribución más meridional.
Esta ave es principalmente sedentaria en el follaje de los bosques de montaña y en las espesuras de bambúes, desde el este del Himalaya y el sur de China hasta el Sudeste Asiático. 